# Рудня (Черниговский район)
Ру́дня (укр. Ру́дня) — село Черниговского района Черниговской области Украины, на берегу реки Пакулька. Население 160 человек.
Код КОАТУУ: 7425586308. Почтовый индекс: 15543. Телефонный код: +380 462.

## История
Возле села Рудня обнаружены остатки поселения эпохи неолита (V—IV тысячелетия до н. э.) и бронзы (II тысячелетие до н. э.).

## Власть
Орган местного самоуправления — Пакульский сельский совет. Почтовый адрес: 15543, Черниговская обл., Черниговский р-н, с. Пакуль, ул. Октябрьская, 40.